# جمال‌الدین امیوطی
جمال‌الدین، ابراهیم لخمی اَمیُوطی (۱۳۱۵، قاهره - ۱۳۸۸، مکه) (نسب: ابراهیم بن محمد بن عبدالرحیم بن ابراهیم) ادیب عربی و فقیه شافعی مصری در سدهٔ هشتم هجری / چهاردهم میلادی بود. در ۷۷۶ق به مکه مهاجرت کرد و همان‌جا ماند تا درگذشت. مختصر شرح بانت سعاد و اِعرابها اثر اوست که شرح شیخهٔ ابن هشام انصاری را در آن مختصر نمود.